# Kalundborgmotorvejen
Kalundborgmotorvejen ist eine dänische Autobahn auf der Insel Seeland (Sjælland) im Zug der Primärroute 23, die südlich von Holbæk von der Autobahn Holbækmotorvejen nach Westen abzweigt und bisher auf eine Länge von 13,4 km in Richtung Kalundborg führt.

## Verlauf
Die Autobahn zweigt am Motorvejskryds Holbæk vom Holbækmotorvejen ab und führt über die Anschlussstelle Kvanløse, wo sie die Primærrute 57 kreuzt, und die Ausfahrt Jernløse zu ihrem vorläufigen Ende bei Knabstrup, wo sie derzeit noch in die Autostraße (Motortrafikvej) Skovvejen übergeht.

## Weiterbau
Die im Oktober 2024 begonnene Fortsetzung der Autobahn von Knabstrup bis Kalundborg soll 2028 vollendet sein, so dass sich die Länge um 28 km verlängern wird.

## Geschichte
Der erste Abschnitt der Autobahn bis Kvanløse wurde im August 2013 eröffnet, die folgenden Teilstücke im Mai und September 2019.